# انفورماتیک تصویری
انفورماتیک تصویری که هم چنین به عنوان انفورماتیک رادیولوژی یا انفورماتیک تصاویر پزشکی معروف است که زیر شاخه ای ازانفورماتیک بیوپزشکی است و هدف آن بهبود کارایی، صحت، قابل استفاده بودن و قابل اطمینان بودن خدمات تصاویر پزشکی در چهارچوب سازمان بهداشتی درمانی است. این شاخه به مطالعهٔ اطلاعات مربوطه در مورد تصاویرپزشکی موجود اختصاص دارد و به نحوهٔ بازیابی، تجزیه و تحلیل، ارتقا و تبادل اطلاعات در امر خطیر پزشکی می‌پردازد.
از آنجایی که رادیولوژی زاتاٌ علمی اطلاعات محور و تخصصی بر پایهٔ تکنولوژی است؛ رادیولوژیست‌ها در انفورماتیک تصویری پیشرو شده‌اند. با این وجود با افزایش تعداد تصاویر دیجیتالی در امر پزشکی شامل زمینه‌هایی از قبیل: قلب، چشم پزشکی، پوست، جراحی، متخصص گوارش، مامایی، متخصص زنان و آسیب‌شناسی (پاتولوژی) پیشرفت در انفورماتیک تصویری مورد آزمایش قرار می‌گیرد و در حیطه‌های دیگر پزشکی به کار گرفته می‌شود. صنعت پیشگان و فروشندگان متعددی که با تصاویر پزشکی درگیرند همراه با متخصصان فناوری اطلاعات (IT) و دیگر متخصصان انفورماتیک بیوپزشکی در این زمینهٔ بسیاروسیع سهیم و شریک هستند.

## انفورماتیک تصویری با زمینه های وسیع و متعددی وجه اشتراک دارد
- علوم بیولوژیکی: شامل علوم پایه مانند بیوشیمی، میکروبیولوژی، فیزیولوژی و ژنتیک می‌شود.
- خدمات بالینی: شامل تمرین پزشکی، در کنار تحقیق، ازجمله نتایج ومطالعات هزینه-اثربخشی و سیاست‌های بهداشت عمومی است.
- علم اطلاعات: با فراگیری، بازیابی، فهرست بندی و بایگانی اطلاعات در ارتباط است.
- فیزیک پزشکی / مهندسی پزشکی: در مورد استفاده از تجهیزات و فناوری برای یک هدف پزشکی است.
- علوم شناختی: مطالعهٔ اثرات متقابل انسان و کامپیوتر، قابل استفاده بودن و تجسم اطلاعات
- علوم رایانه ای: مطالعهٔ استفاده از الگوهای کامپیوتری برای برانامه‌های کاربردی مانند تشخیص کامپیوتری و دید کامپیوتری

## حوزه های مربوطه
حوزه‌های مهم و کلیدی مربوط به انفورماتیک تصویری عبارت اند از:
- سیستم آرشیو عکس و ارتباطات (PACS) و سیستم‌های جزء
- تصویربرداری اطلاعاتی برای امور مهم
- مدارک پزشکی الکترونیکی با قابلیت نشان دادن تصاویر
- سیستم‌های اطلاعات رادیولوژی (RIS) و سیستم‌های اطلاعات بیمارستانی (HIS)
- گرفتن تصاویر دیجیتالی
- پردازش و ارتقاء تصاویر دیجیتال
- فشرده سازی داده های تصویری
- تجسم سه بعدی و چند رسانه ای
- تشخیص گفتار
- تشخیص به کمک کامپیوتر(CAD)
- طراحی وسایل و امکانات تصویربرداری
- علم هستی‌شناسی و لغات مخصوص تصویری
- استخراج داده ها از پایگاه اطلاعات پزشکی تصویری
- انتقال فرایند تفسیر رادیولوژیکی[۲] (TRIP)
- DICOM، HL7 و دیگر استانداردها
- جریان کار و طرح ریزی فرایند و شبیه سازی فرایند
- تضمین کیفیت
- بی نقص بودن و امنیت بایگانی
- تله رادیولوژی
- آموزش انفورماتیک رادیولوژی
- تصویربرداری دیجیتال

## آموزش
رادیولوژیست‌هایی که خواهان ادامهٔ آموزش در زیرشاخه‌های این تخصص هستند؛ می‌توانند در آموزش‌های همراه در انفورماتیک تصویری شرکت کنند. حوزهٔ تخصصی انفورماتیک تصویری صدور گواهینامه در رادیولوژی تشخیصی تکمیل می‌شود و ممکن است هم زمان با دیگر زیر مجموعه‌های دانش آموختگان حوزهٔ تخصص رادیولوژی ادامه یابد.
همچنین انجمن آمریکایی انفورماتیک تصویری (ABII) آزمون‌های صدور گواهی برای متخصصان انفورماتیک تصویری را مدیریت می‌کند.  (PACS انجمن ثبت نام و صدور گواهینامه) PARCA که برای متخصصان انفورماتیک تصویری نیز وجود دارند.